# سیاوش یزدانی
سیاوش یزدانی مقدم (زاده ۸ اسفند ۱۳۷۰؛ مشهد) بازیکن فوتبال اهل ایران است که در پست مدافع میانی برای باشگاه فوتبال گل‌گهر سیرجان بازی می‌کند.

## دوران باشگاهی

### سیاه‌جامگان
یزدانی در تابستان ۲۰۱۲ به سیاه‌جامگان پیوست. او با این تیم در مسابقات لیگ دسته دوم ۹۲–۱۳۹۱ حاضر بود و با همین تیم به مسابقات دسته یک راه یافت. او در فصل دوم حضور خود در سیاه‌جامگان حضور برجسته ای داشت ولی با شکست در مسابقه پلی-آف در برابر پیکان از صعود به لیگ برتر خلیج فارس بازماند.

### پیکان
پس از درخشش این بازیکن در تیم سیاه جامگان در مقابل پیکان در تاریخ ۷ ژوئیه ۲۰۱۴، او به تیم پیکان پیوست. او به مدت سه فصل در این تیم حضور داشت. او نخستین بازی خود را در ۱۲ سپتامبر ۲۰۱۴ و در برابر ذوب‌آهن انجام داد.

### سپاهان
او در سال ۲۰۱۷ به سپاهان پیوست و تبدیل به مهره اصلی خط دفاعی این تیم شد به طوری که درخشش او در فصل ۱۹–۲۰۱۸ باعث شد پس از دو فصل حضور و انجام ۵۱ بازی و زدن ۲ گل از این تیم جدا شده و به استقلال بپیوندد.دکتر سیاوش در پایان بازی الهلال سپاهان که به نفع الهلال تمام شد برای الهلال کری خواند

### استقلال
وی در فصل نقل و انتقالات تابستانی ۲۰۱۹ با قراردادی دو ساله به استقلال پیوست. نخستین بازی او برای این تیم در مقابل تیم فولاد بود که در این بازی با عملکرد خوبی که داشت مورد توجه هواداران قرار گرفت. او همچنین در اولین دربی که حضور داشت با سیامک نعمتی درگیر شد و موجب بروز درگیری و حاشیه در این دربی شد.او همچنین در میان طرفداران استقلال با لقب دکتر شناخته می‌شود.

### ملوان
وی برای انجام خدمت سربازی خود به‌طور قرضی از استقلال به تیم ملوان پیوست.
وی سرانجام پس از کش و قوس‌های فراوان توانست با استفاده از قانون معافیت کفالت، سربازی خود را پایان بدهد و به باشگاه استقلال برگردد. اما وی در نقل و انتقالات نیم فصل ۱۴۰۱–۱۴۰۲ از سوی ریکاردو ساپینتو سرمربی استقلال در لیست مازاد تیم قرار گرفت و در ۶ بهمن ۱۴۰۱ قرارداد وی به صورت یک طرفه از سوی باشگاه استقلال فسخ شد.

### سپاهان
وی بعد از پایان نیم فصل اول لیگ ۲۳ به تیم سپاهان پیوست و توانست همراه با این تیم عنوان نایب قهرمانی لیگ برتر را با ۶۵ امتیاز به دست بیاورد.

### گل گهر سیرجان
یزدانی بعد از چند فصل حضور در تیم فوتبال سپاهان در روز های پایانی نقل و انتقلات لیگ برتر خلیج فارس فصل 1404 به گل گهر سیرجان پیوست.

## دوران ملی
وی اولین بار در سال ۲۰۱۹ توسط مارک ویلموتس به تیم ملی دعوت شد.
او اولین بازی خود برای تیم ملی ایران را در چارچوب مسابقات دور انتخابی جام جهانی ۲۰۲۲ قطر مقابل تیم ملی امارات در ۱۲ بهمن ۱۴۰۰ که با برتری ۱–۰ ایران همراه بود انجام داد. وی در تعویضی دیر هنگام در دقیقه ۸۲ به جای میلاد محمدی وارد زمین شد.

## آمار

### باشگاهی
تا تاریخ ۱۳ آذر ۱۴۰۲
| عملکرد باشگاهی | عملکرد باشگاهی | عملکرد باشگاهی | لیگ  | لیگ | جام      | جام      | قاره‌ای | قاره‌ای | مجموع | مجموع |
| باشگاه         | لیگ            | فصل            | بازی | گل  | بازی     | گل       | بازی   | گل     | بازی  | گل    |
| —              | —              | —              | لیگ  | لیگ | جام حذفی | جام حذفی | آسیا   | آسیا   | مجموع | مجموع |
| -------------- | -------------- | -------------- | ---- | --- | -------- | -------- | ------ | ------ | ----- | ----- |
| سیاه‌جامگان     | دسته یک        | ۲۰۱۳–۲۰۱۴      | ۲    | ۰   | ۰        | ۰        | _      | _      | ۲     | ۰     |
| پیکان          | لیگ برتر       | ۲۰۱۴–۲۰۱۵      | ۲۲   | ۰   | ۰        | ۰        | _      | _      | ۲۲    | ۰     |
| پیکان          | دسته یک        | ۲۰۱۵–۲۰۱۶      | ۳۵   | ۲   | ۱        | ۰        | _      | _      | ۳۶    | ۲     |
| پیکان          | لیگ برتر       | ۲۰۱۶–۲۰۱۷      | ۲۷   | ۱   | ۲        | ۰        | _      | _      | ۲۹    | ۱     |
| مجموع پیکان    | مجموع پیکان    | مجموع پیکان    | ۸۴   | ۳   | ۳        | ۰        | _      | _      | ۸۷    | ۳     |
| سپاهان         | لیگ برتر       | ۲۰۱۷–۲۰۱۸      | ۲۵   | ۱   | ۰        | ۰        | _      | _      | ۲۵    | ۱     |
| سپاهان         | لیگ برتر       | ۲۰۱۸–۲۰۱۹      | ۲۶   | ۱   | ۳        | ۰        | _      | _      | ۲۹    | ۱     |
| مجموع سپاهان   | مجموع سپاهان   | مجموع سپاهان   | ۵۱   | ۲   | ۳        | ۰        | _      | _      | ۵۴    | ۲     |
| استقلال        | لیگ برتر       | ۲۰۱۹–۲۰۲۰      | ۱۲   | ۰   | ۲        | ۰        | ۰      | ۰      | ۱۴    | ۰     |
| استقلال        | لیگ برتر       | ۲۰۲۰–۲۰۲۱      | ۱۸   | ۰   | ۵        | ۰        | ۷      | ۰      | ۳۰    | ۰     |
| استقلال        | لیگ برتر       | ۲۰۲۱–۲۰۲۲      | ۱۷   | ۱   | ۱        | ۰        | ۰      | ۰      | ۱۸    | ۱     |
| استقلال        | لیگ برتر       | ۲۰۲۲–۲۰۲۳      | ۴    | ۰   | ۱        | ۰        | ۰      | ۰      | ۵     | ۰     |
| مجموع استقلال  | مجموع استقلال  | مجموع استقلال  | ۵۱   | ۱   | ۹        | ۰        | ۷      | ۰      | ۶۷    | ۱     |
| سپاهان         | لیگ برتر       | ۲۰۲۲–۲۰۲۳      | ۵    | ۰   | ۱        | ۰        | _      | _      | ۶     | ۰     |
| سپاهان         | لیگ برتر       | ۲۰۲۳–۲۰۲۴      | ۵    | ۰   | ۰        | ۰        | ۳      | ۰      | ۸     | ۰     |
| مجموع سپاهان   | مجموع سپاهان   | مجموع سپاهان   | ۱۰   | ۰   | ۱        | ۰        | ۳      | ۰      | ۱۴    | ۰     |
| مجموع آمار     | مجموع آمار     | مجموع آمار     | ۱۹۸  | ۶   | ۱۶       | ۰        | ۱۰     | ۰      | ۲۲۴   | ۶     |

### بازی‌های ملی
تا تاریخ ۱ فوریه ۲۰۲۲
| ایران | ایران | ایران |
| سال   | بازی  | گل    |
| ----- | ----- | ----- |
| ۲۰۲۲  | ۱     | ۰     |
| مجموع | ۱     | ۰     |

## حواشی پس از بازی سپاهان و پرسپولیس
سیاوش یزدانی، به دلیل صحبت‌هایش پس از پایان بازی با پرسپولیس در تاریخ ۶ اردیبهشت ۹۸ با حکم موقت کمیته انضباطی تا اطلاع ثانوی محروم شد. وی در مصاحبه‌ای عجیب، طرفداران تیم پرسپولیس را از سفر به اصفهان منع کرد و اذعان داشت در صورتی که به اصفهان سفر کنند اتفاقات تلخی برای آنها رخ خواهد داد.
مسعود تابش مدیرعامل وقت باشگاه سپاهان دربارهٔ بلاتکلیفی یزدانی می‌گوید:
«سیاوش بعد از بازی با پرسپولیس در شرایط مناسبی نبود و در عصبانیت صحبت‌هایی انجام داد که خودش هم پشیمان بود. او به کمیته انضباطی رفت و توضیحاتش را ارائه داد ولی هنوز حکمی برایش نیامده. امیدوارم بتوانیم در بازی با پدیده که بازی مهمی است از او استفاده کنیم و منتظر رای کمیته انضباطی هستیم.»
سایت فدراسیون فوتبال در این باره نوشت: «پس از صدور قرار دستور موقت در خصوص رفتار غیر ورزشی سیاوش یزدانی، بازیکن سپاهان اصفهان، با توجه به تصمیم اخیر کمیته انضباطی مبنی بر رفع اثر دستور موقت مذکور، اعلام می‌شود که سیاوش یزدانی از تاریخ صدور این نامه مجاز به ادامه فعالیت و همراهی تیم سپاهان می‌باشد. حکم مقتضی متعاقباً اعلام خواهد شد.»
یزدانی پس از اتمام مشاجرات اعلام کرد:
«امروز جلسه خوبی با اعضای کمیته انضباطی داشتیم و اعضای این کمیته هم با بحثی که دربارهٔ من بود مثبت برخورد کردند. من از صحبت‌هایم پس از بازی با پرسپولیس نیت بدی نداشتم. شاید لحن من بد بود، اما واقعاً حرف‌هایم دلسوزانه بود. می‌خواهم از تمام اهالی و هواداران فوتبال معذرت خواهی کنم چراکه هواداران تمام تیم‌ها برای من قابل احترام هستند.»

## افتخارات
پیکان
- لیگ آزادگان (۱): ۹۵–۱۳۹۴

سپاهان
- لیگ برتر نایب‌قهرمانی (۲): ۹۸–۱۳۹۷، ۰۲–۱۴۰۱
- جام حذفی فوتبال ایران (۱): ۰۳-۱۴۰۲
- سوپرجام‌ فوتبال ایران (۱): ۱۴۰۳

استقلال
- لیگ برتر نایب‌قهرمانی (۱): ۹۹–۱۳۹۸
- جام حذفی نایب‌قهرمانی (۲): ۹۹–۱۳۹۸، ۱۴۰۰–۱۳۹۹
- سوپر جام (۱): ۱۴۰۱

ملوان
- لیگ آزادگان (۱): ۰۱–۱۴۰۰

### فردی
- بهترین مدافع میانی سال ۱۳۹۹ با رای مردمی در نوروز فوتبالی
- تیم منتخب مردمی سال ۱۳۹۹ نوروز فوتبالی
- بهترین مدافع میانی سال ۱۴۰۰ با رای کارشناسان در نوروز فوتبالی
- تیم منتخب کارشناسان سال ۱۴۰۰ نوروز فوتبالی
- بهترین مدافع میانی سال ۱۴۰۰ با رای مردمی در‌ نوروز فوتبالی
- تیم منتخب مردمی سال ۱۴۰۰ نوروز فوتبالی
- بهترین بازیکن سال ۱۴۰۰ در نوروز فوتبالی